# 骨甲魚綱
骨甲魚綱（学名：Osteostraci），屬於無頷總綱下。如同大多數甲冑鱼类，其身上有骨質甲板覆蓋。在泥盆纪末期滅絕。